# 아는 외고
《아는 외고》은 매주 화요일 밤 10시 40분에 방송되는 예능 프로그램이다.

## 출연진
- 담임 선생님 : 붐
- 학생 :
  -  알베르토
  -  저스틴
  -  레오
  -  민니
  -  사쿠라
  -  조나단
  -  장하오[1]
  -  문샤넬
  - [2] 박제니

## 에피소드 목록
| - 럭키 (알베르토 친구) - 존박 (레오 친구) - 로빈 (저스틴 친구) | - 우기 (민니 친구) - 다샤 타란 (조나단 친구) - 허윤진 (사쿠라 친구) | - 석매튜 (장하오 친구) - 파트리샤 (박제니 친구) - 아테나 (문샤넬 친구) |

| - 아유미 - 줄리안 | - 파비앙 - 닉쿤 |